# Abu Kammasz
Abu Kammasz (także: Bu Kammasz; arab. ابي كماش) – miasto w północno-zachodniej Libii, nad Morzem Śródziemnym, w gminie An-Nukat al-Chams, na północny zachód od miast Zuwara i Zaltan, w pobliżu granicy z Tunezją. Istnieją tutaj złoża soli kamiennej.